# Afroamerikansk musik

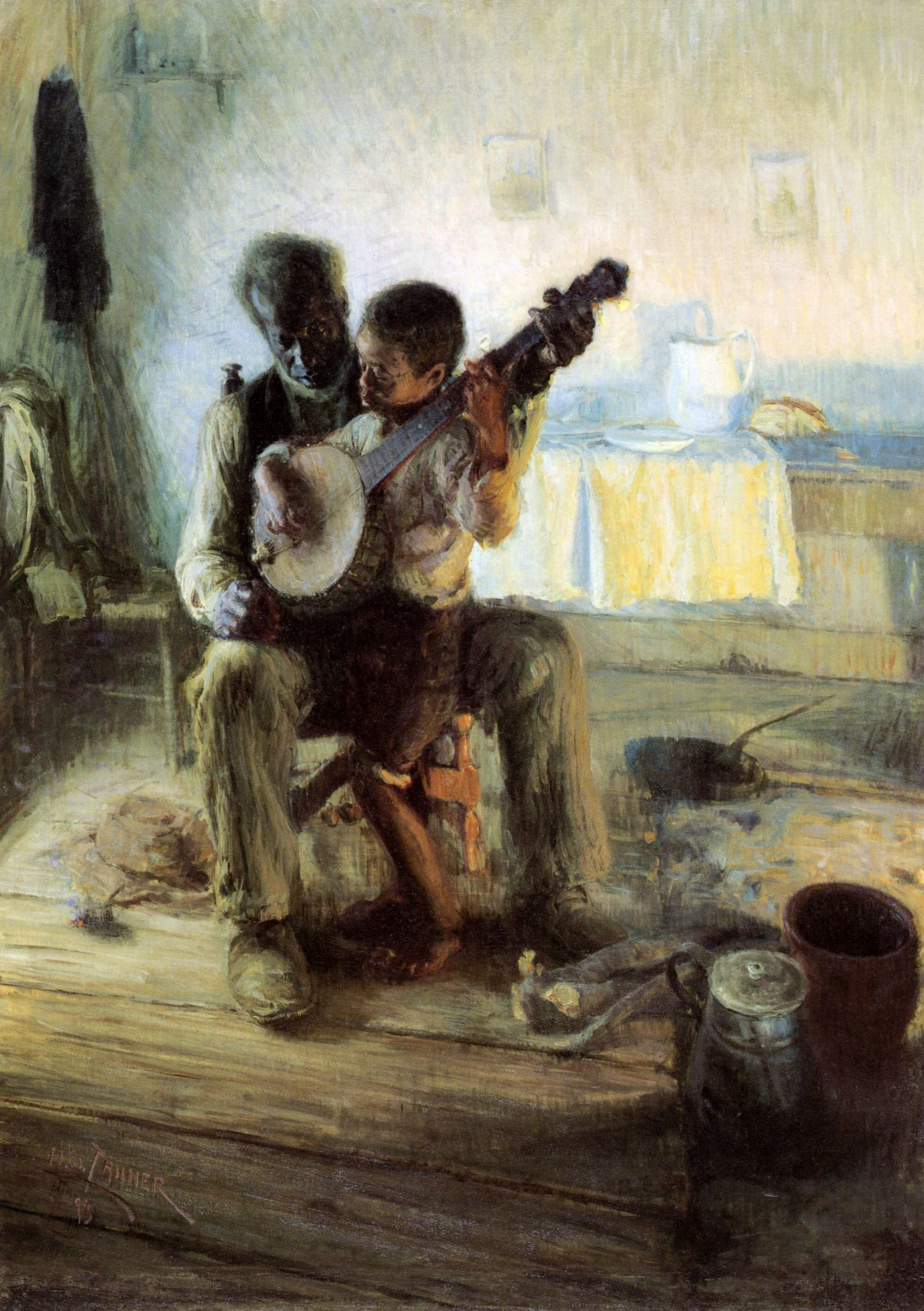
"The Banjo Lesson" av Henry Ossawa Tanner 1893

Afroamerikansk musik är samlingsbenämningen för ett antal musikgenrer, utvecklade i Nord- och Sydamerika, som härrör från de afrikanska slavarnas och deras ättlingars musik, bland annat jazz, blues, gospel, reggae, samba och bossa nova. På svenska musikhögskolor samt folkhögskolor har afroamerikansk musik varit benämningen på den utbildningsinriktning som omfattar detta breda spektrum av genrer. Även modern pop- och rockmusik räknas ofta dit, vilket innebär att "afro" och "klassiskt" blivit ett motsatspar inom den högre musikutbildningen. Idag kallas dock dessa utbildningar oftast "jazz", "rytmik" eller "improvisation". 

## Afroamerikansk musik i Sverige
Se även: Musik i Sverige
Afroamerikansk musik har fått ett starkt fäste i Sverige.

### Jazz

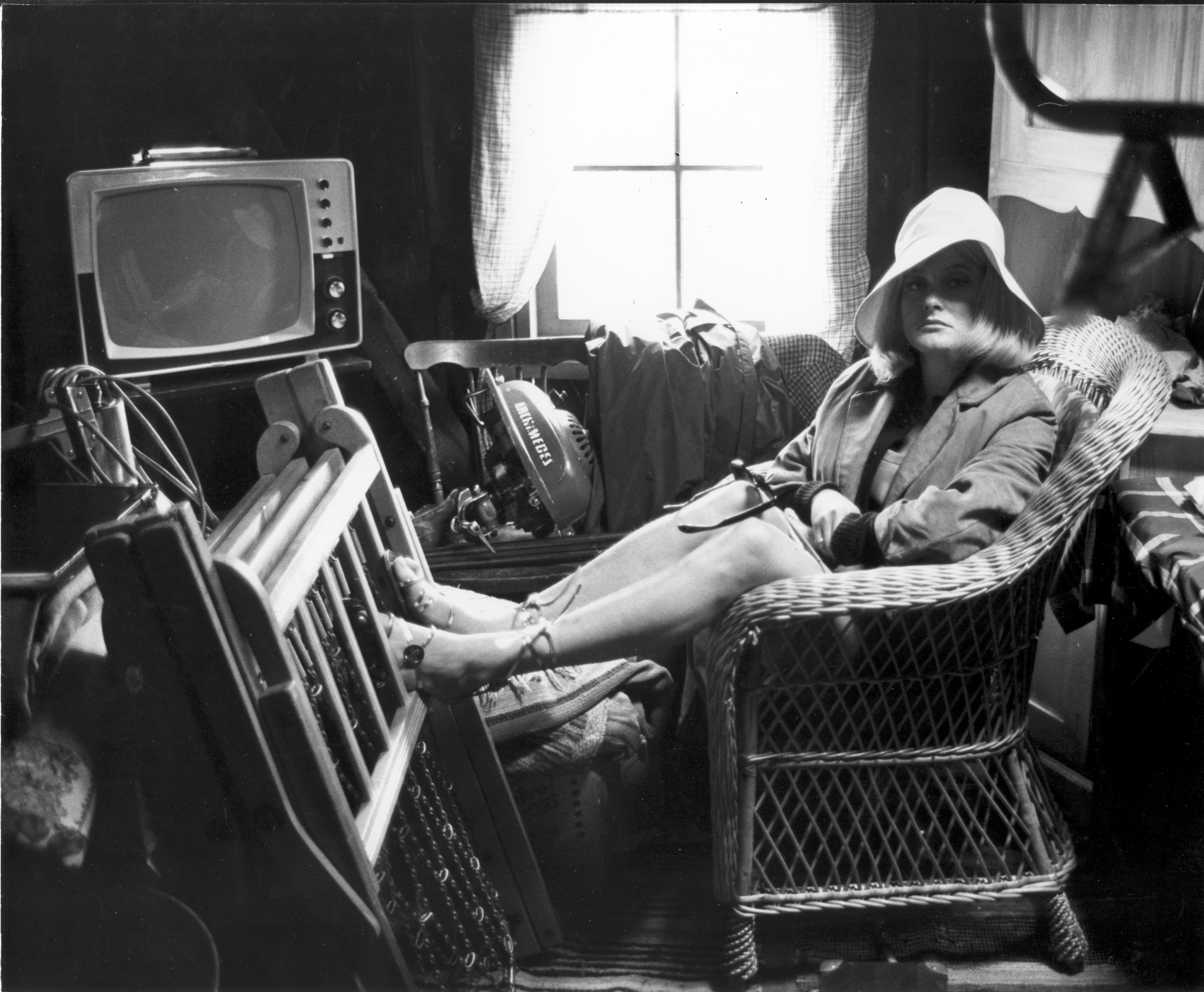
Monica Zetterlund år 1965.

Den svenska jazzens guldålder anses vara 1950-talet, då namn som Arne Domnérus, Rune Gustafsson, Lars Gullin, Alice Babs, Rolf Ericson, Bengt-Arne Wallin och Monica Zetterlund dominerade. Dessa uppträdde bland annat på Nalen i Stockholm, där det också dansades jitterbugg. Gyllene Cirkeln var en annan scen av stor betydelse i Stockholm. Numera är Nefertiti i Göteborg och Fasching i Stockholm de främsta jazzlokalerna i landet. Då det gäller swingjazz, jazz som det dansas till, är dock Herräng Dance Camp i Härräng utanför Hallstavik, Uppland, också en stor scen.

### Gospel
Gospeln har fått särskilt starkt fotfäste i Sverige, jämfört med resten av Europa. Festivalgeneralen och en av grundarna till Stockholm gospelkörfestival, Lasse Axelsson, ser ett antal faktorer till gospelns framväxt i Sverige. Bland annat tack vare framgångsrika körer, såsom Joybells och de egna årliga festivalerna. Dessutom har det funnits anställda sedan grundandet av nuvarande Svenska Gospelverkstaden 1988 för att sprida gospelmusiken i Sverige. Axelsson tror att musiken är lätt att ta till sig för svensken, då den står nära svensk folkmusik. En av de stora profilerna inom svensk gospel, Cyndee Peters, har noterat att även den sekuläre svensken tar till sig gospelmusiken, även om det är utan att ta till sig den afroamerikanska och kyrkliga kontexten. Publicisten Bo Strömstedt jämförde den sekuläre svenskens komplicerade relationen till gospeln med dess relation till Anton Tjechovs pjäser. Trots att den vanlige svensken vanligen är tillbakahållen med känslor dras denne ändå till känslomässiga uttryck, såsom Tjechovs pjäser eller just gospelmusik.

### Soul

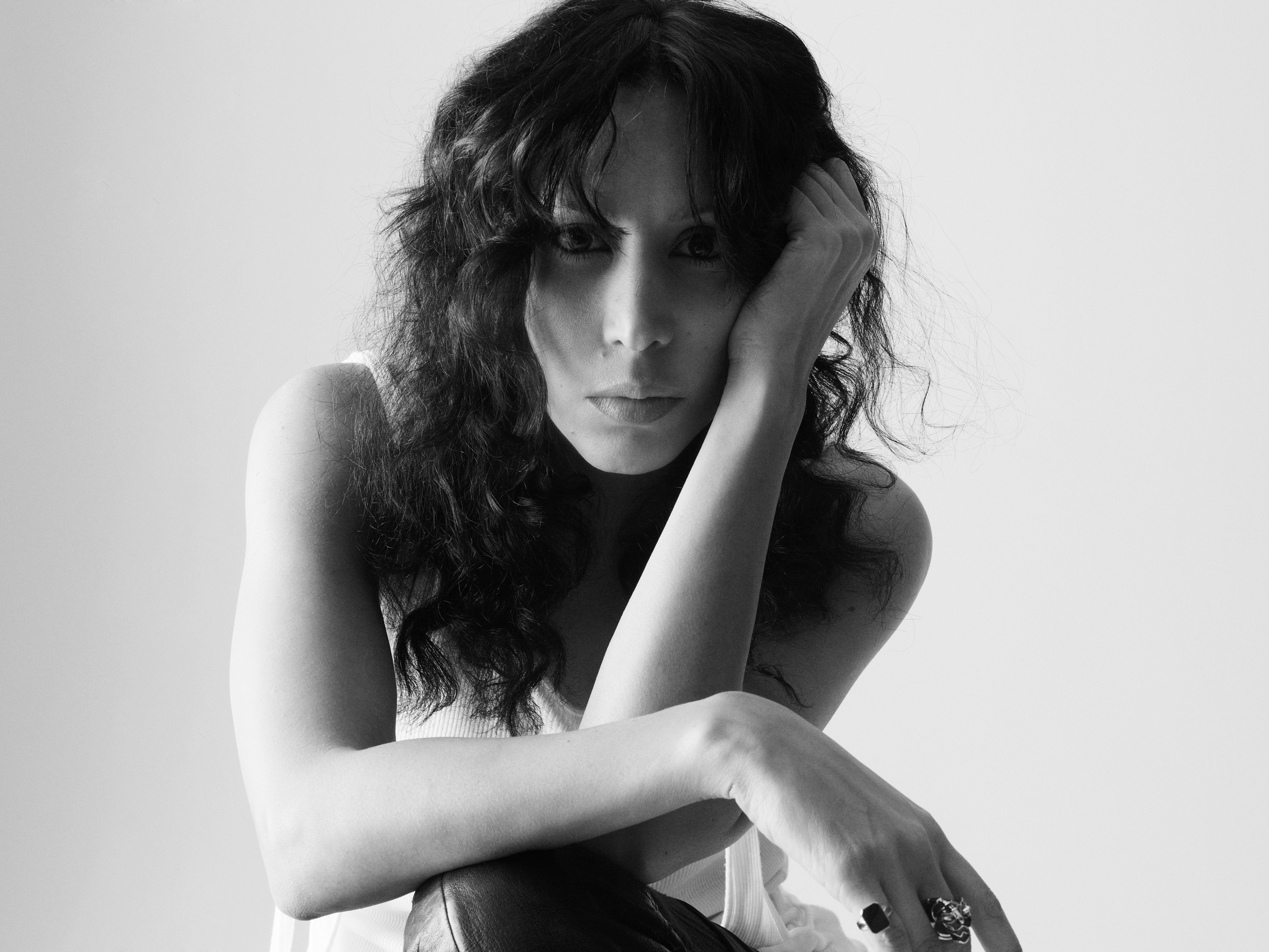
Titiyo, kallad Sveriges souldrottning.

Inom tidig svensk soul var Titiyo en av de främsta, med skivor som Flowers (1991), This Is (1993) och Extended (1997). Hon hyllas även som upphovsmakaren av svensk och skandinavisk soul samt Sveriges souldrottning. Till denna första vågens soul tillhör också bland andra Stephen Simmonds, Eric Gadd och senare också Kaah. Soulmusiken sägs ha exploderat i Sverige sedan omkring 2013/2014. Soulsångerskan Janice Kavander sa i Metro att det är särskilt tack vare artister som Seinabo Sey, Leslie Tay, Sabina Ddumba och Cherrie. I samma inslag sa Eric Gadd att det kan ha och göra något med gospelmusikens framväxt i Sverige som därmed närt soulsångare. Främst gäller det Tensta Gospel Choir, i vilken soulsångare som  just Janice Kavander, Sabina Ddumba, Kristin Amparo och Mapei deltagit.

### Reggae
I Sverige finns idag flertalet reggaefestivaler. Varav de främsta är Uppsala Reggae Festival och Öland Roots. Den första svenske artisten som spelade in en reggaelåt var Peps Persson, därefter progrockbandet Text & Musik under tidigt 1970-tal.

### Hiphop

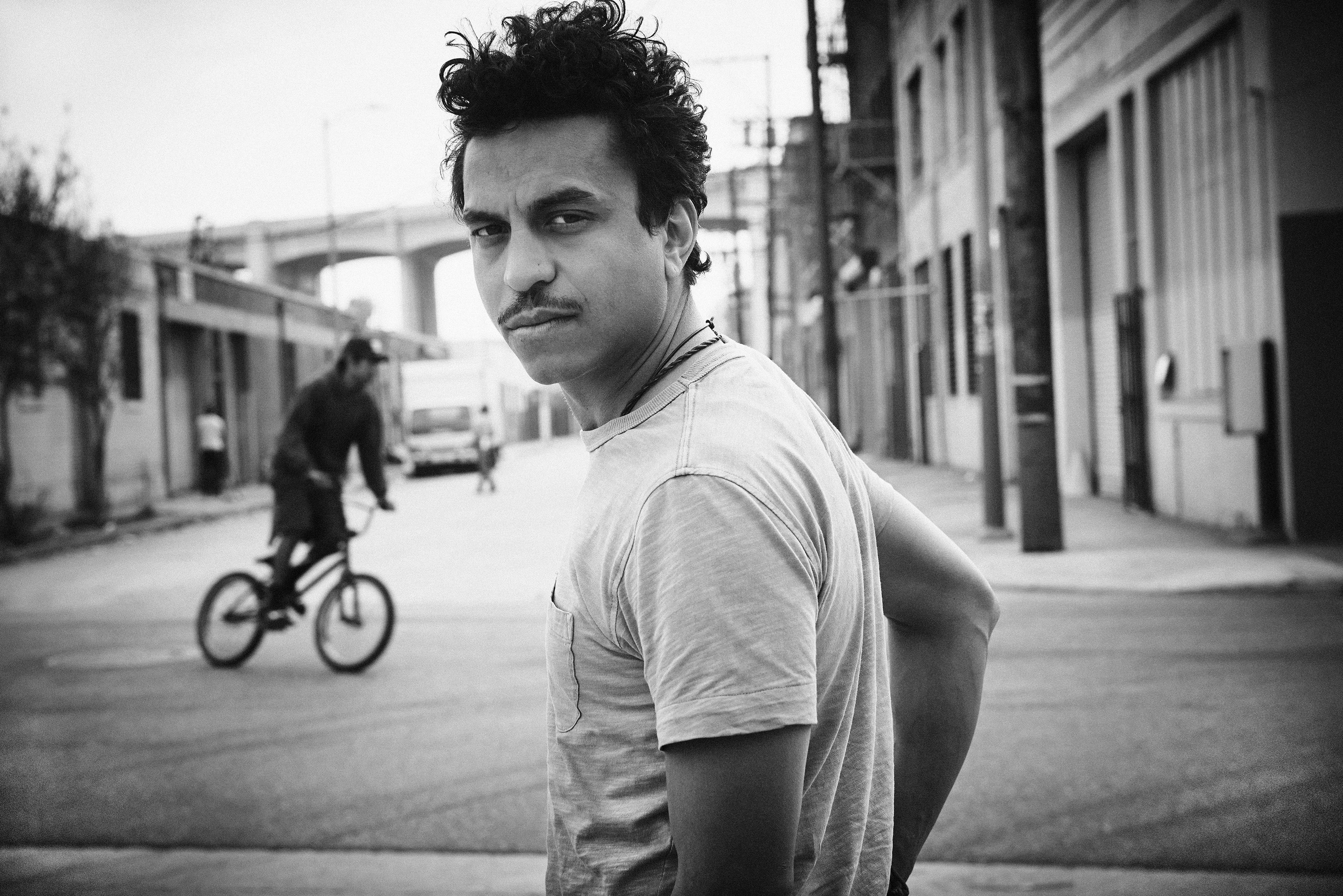
Timbuktu, en av pionjärerna inom andra vågens hiphop i Sverige.

Den svenska hiphopen tog sin början på 1980-talet, och fick internationellt genomslag i slutet av 1980-talet, dels med brittiskproducerade Neneh Cherry, dels med Leila K, producerad av Rob'n'Raz. Framträdande artister från senare år är Looptroop, Timbuktu och Feven.

### R&B
Uppkomsten av svensk R&B skedde först i början av 1990-talet genom det då allmänt växande nätverket inom urban musik, vilken växte fram i takt med invandringen. I och med Sveriges icke-förflutna med kolonialism fanns inte heller samma koloniala förakt mot invandringen, vilket gav utrymme för svenskar av utländsk påbrå att ta plats på musikscenen. En stor del av R&B och den urbana musikens framgångar berodde på musikern Christian "The Falcon" Falk. När han inledde sin karriär som musikproducent på 1990-talet närmade han sig dansmusik, hiphop och just R&B. Svensk R&B var vid denna tid tätt besläktad med pop-, hiphop- och soulmusik - då Falk arbetade med sångare som Neneh Cherry, dennes halvsyster Titiyo, Robyn och Stephen Simmonds. 

### Utbildning

#### Folkhögskola
Följande folkhögskolor ger en 1-2 årig utbildning i musik med fokus på eller utgångspunkt i afroamerikansk tradition:
- Bromma folkhögskola
- Furuboda folkhögskola
- Geijerskolan
- Ingesunds folkhögskola
- Kalix folkhögskola
- Nyköpings folkhögskola
- Västerbergs folkhögskola
- Ågesta folkhögskola
- Åsa folkhögskola

#### Musikhögskola
Följande musikhögskolor erbjuder en konstnärlig kandidat och master med inriktning i afroamerikansk tradition:
- Kungliga Musikhögskolan i Stockholm
- Högskolan för scen och musik vid Göteborgs universitet
- Musikhögskolan i Malmö
- Musikhögskolan vid Örebro universitet
- Musikhögskolan i Piteå